# Наказано знищити (фільм)
Наказано знищити (англ. Strategic Command) — американський бойовик 1997 року.

## Сюжет
Рік — вищий радник уряду з проблем бактеріологічної зброї, герой війни в Перській затоці, потрапляє у надзвичайну ситуацію. П'ять терористів, очолюваних Карлосом Губером, викрали вантаж бактеріологічної зброї і, захопивши літак, намагаються диктувати свої вимоги уряду. Переговори Ріка і банди заходять у глухий кут — ці озвірілі вбивці розуміють тільки силу. Відчайдушна сутичка в повітрі неминуча.

## У ролях
- Майкл Дудікофф — доктор Рік Гардінг
- Пол Вінфілд — Ровен
- Річард Нортон — Карлос Ґрюбер
- Аманда Вайсс — Мішель Гардінг
- Хсу Гарсіа — капітан Раттнера
- Робін Ланж — Ліза
- Джина Марі — Міра
- Стівен Квадрос — Влос
- Тім Ебелл — Діно
- Майкл Кавана — віцепрезидент Чарльз Бейкер
- Воррен Бертон — Колпарт
- Джим Мак-Муллан — президент
- Меттью Волкер — Браєр
- Маркус Ауреліус — Ерні Веллс
- Ларрі Поіндекстер — Джек Гайнс
- Білл Ланглуа Монро — Мартін
- Александра Бокун Чун — Емі
- Браян Кренстон — Філ Герцберг